# La Mòta e Capdevila
La Mòta e Capdevila (en francès Lamothe-Capdeville) és un municipi francès situat al departament de Tarn i Garona i a la regió d'Occitània.

## Demografia
| 1962                                       | 1968 | 1975 | 1982 | 1990 | 1999 | 2006 |
| ------------------------------------------ | ---- | ---- | ---- | ---- | ---- | ---- |
| 632                                        | 653  | 652  | 816  | 875  | 956  | 971  |
| Des de 1962: població sense dobles comptes |      |      |      |      |      |      |

## Administració
| Període | Identitat    | Partit |
| ------- | ------------ | ------ |
| 1983-   | Alain Gabach | UMP    |